# Love Hunters
Love Hunters је југословенски и српски хард рок бенд из Новог Сада, настао 1987. године.

## Историјат

### 1987—2004
Бенд је основан 1987. године од стране Милана Мумина (вокалиста) и Александра Медана (гитариста). Прву поставу бенда такође су чинили Лазар Малешевић (бас гитара) и Синиша Лучић (бубњеви). У почетку бенд је имао неколико промена састава, пре него што се састав усталио, а у њему су били Мумин, Медан, Владимир Јованов (бас гитариста), Марио Калин и Роберт Радић (оснивач бендова Контраритам и Обојени програм, бубњар).
У почетку бенд је био оркестар оријентисан искључиво на панк блуз. Пошто су њихове песме садржале текстове на енглеском језику, а њихова издања објављена преко мањих издавачких кућа, бенд није успео да се медијски пробије. Деби касету под називом There No Centuries издали су 1988. године преко издавачке куће Mr Montenegro Records. Други албум Everclassic издат је 1993. године за Music Yuser, а 1995. године албум Oh Evolution за исту издавачку кућу. Након ових три издања, бенд је у Новом Саду добио култни статус међу љубитељима рок музике.
Током пролећа 1996. године бенд је објавио ЕП Donau, опт за издавачку кућу Music Yuser, који је садржао готово све песме са претходна два албума. Истовремено објављен је албум Total Rickvertzzo који је представио демо снимке направљене током периода од 1987—1991. године.
На компилацијском албуму Четири године на Голом отоку нашла су се њихове песме Камиказе и There's Something in the Dark, које су снимљене на концерту у Клубу студената технике, 9. децембра 1995. године. Почетком маја 1996. године заједно са бендовима Сварог, Ништа али логопеди и Гоблини наступали су у Словенији у склопу акције под називом Српски рокенрол ударац. Исте године 29. јуна бенд је наступао као предгрупа на повратничком концерту Партибрејкерса на стадиону Ташмајдан.
Бенд је 21. септембра 1996. године одржао концерт у београдском Студентском културном центру под именом Live Hunters, а објавио је тринаест песама снимљених на овом концерту и на концерту у Зрењанину, на уживо албуму Out Of Tune, преко издавачке куће Комуна, крајем 1996. године.
Током априла 1997. године у Холандији, бенд је снимио албум Azimuth издат од стране Комуне Београд исте године. Исте године. чланови групе Слоба Мисаиловић, Лајко Феликс, Борис Ковач, Саша Јанузовић као и неколико других музичара, написали су музику за Вавер мултимедијалну представу уметника Шомбати Балинта. Вавер су изводили Мумин и Шомбати у Немачкој, Ирској, Француској, Италији, Русији, Мађарској, Јапану, Русији, Словачкој и Србији.
Године 1990. издали су уживо албум Unplugged, који је снимљен на њиховом концерту у Новом Саду. Гост на концерту био је Душан Шевић.
Године 2000. група је објавила студијски албум Harley Krishna. Албум је имао другачији звук од претходник издања бенда, пошто су песме садржале бубњеве и акустичне гудачке инструменте. На албуму су присуствовали бројни музичари, међу којима и Саша Локнер (Бајага и Инструктори), на клавијатурама Зоран Малетић (бивши члан Лабораторија звука и Грива бендова, на гитари). На албуму се нашла обрада песме Touch Me, бенда Дорси. Током лета бенд је одржао серију концерата широм Италије.
Године 2002. бенд је објавио албум One Hunt through за Сити рекордс. На албуму су се нашле обраде бендова АББА, Spandau Ballet, Тома Вејтса, Дјуран Дјуран, Рода Стјуарта и других музичара. Неколико музичких спотова снимљено је у Француској и Ирској, а режирао их је члан бенда Мумин.
Године 2003. бенд је направи паузу јер је Мумин напустио земљу и отишао у Њујорк. Након повратка 2004. године, бенд је објавио уживо албум Live in Bistro, а на њему се налази снимак наступа у кафеу Бистро у Новом Саду. Године 2004. бенд је рапуштен.

### 2011—данас
У јулу 2011. године бенд је поново оформљен у првобитном саставу. Године 2012. објављен је двд Уживо у Новом Саду 2011., који садржи снимке са њихових наступа 2011. године у Новом Саду. Филм снимљен у Њујорку, заснован на искуствима Мумина током живота у Сједињеним Државама режирали су браћа Немања и Бране Бала. Године 2014. изашао је албум бенда под називом How Rock 'N' Roll Survived In A Yellow Cab.
У децембру 2015. године, група је објавила свој повратнички албум Suck Disease. Албум је првобитно најављен синглом Black & blue и објављен на двду и винилу. Током 2015. године филм о фронтмену Мумину Love Hunter приказан је у Чикагу, Мајамију, Вашингтону, Сан Франциску, Торонту, Лас Вегасу и Лос Анђелесу. Похваљен је од стране дневног листа Њујорк тајмс.

## Пројекти Милана Мумина
Милан Мумин радио је музику за позоришне представе Госпођа Јулија Аугуста Стриндберга и Сан летње ноћи Вилијама Шекспира. Обе представе извођене су у Новом Саду и другде. Мумин је такође објавио књиге песама под називима: "Fanatic" и "The Not-No Songs".
Са музичким пројектом Мумин, Милан Мумин имао је низ концерата, укључујући и концерт на Егзиту, 2008. године. Са овим бендом свирао је и старе песме Love Huntersa. У марту 2009. године објавио је свој први соло албум Asthma Sky за Сити рекордс, а 2016. други, за америчку издавачку кућу "PLUS SIZED DAN". .

## Дискографија

### Студијски албуми
- There No Centuries (1988)
- Everclassic (1994)
- Oh Evolution (1995)
- Donau (1996)
- Total Rickverzzo (1996)
- Azimuth (1997)
- Harley Krishna (2001)
- One Hunt (2002)
- Suck Disease (2015)

### Уживо албуми
- Out of Tune (1996)
- Unplugged (1999)
- Live in Bistro (2004)
- How Rock 'N' Roll Survived In A Yellow Cab  Soundtrack (2014)

### Видео албуми
- Live in Bistro (2004)
- Live in Novi Sad 2011 (2012)